# Гавази
Гавази (араб. غوازي‎, ghawāzī, единственное число — араб. غازية‎, ghāziya, в переводе с арабского — «завоеватели», подразумевается завоевание души аудитории, «чужеземцы») — особая группа уличных эротических танцовщиц в Египте, принадлежащая к восточной ветви цыган Дом. Многие из гавази занимались проституцией под прикрытием танцев. Стиль танца гавази считается родоначальником европейского представления о танце живота.

## Происхождение
Дом — одна из шести основных больших этнических групп цыган. Территория проживания этой ветви — арабоязычные страны, Турция, Иран, Ирак, Кипр, Закавказье, Средняя Азия, Израиль. Одна из самых малоизученных цыганских ветвей. Дом и гавази попали в Египет через Сирию, возможно, в достаточно позднее время. Сами гавази называли себя «барамика» (бармаки, барамка), утверждали, что ведут свой род от семьи, члены которой одно время были приближёнными, а затем жертвами  халифа Харун ар-Рашида, семья эта упоминается в нескольких сказках «Тысячи и одной ночи». В XIX веке высказывались необоснованные документами предположения, что гавази — потомки танцовщиц, развлекавших древних фараонов Египта, проводились аналогии между изображениями той эпохи и танцами гавази. 
В крупных городах гавази обычно занимали часть квартала, отведённого публичным женщинам. Их выступления были запрещены в 1834 году Мухаммедом Али Египетским. После этого они поселились в Южном Египте. Часть гавази осталась в Каире, выдавая себя за альмей. 
Первое достоверное упоминание о Гавази датировано только XVIII веком. Одной из причин недостатка данных о гавази является влияние ислама. C религиозной точки зрения их раскованные и откровенные танцы  вызывали сомнение, хотя и делались богословские попытки оправдать их существование. Первые изображения гавази, сохранившиеся до нашего времени, были сделаны европейскими путешественниками в середине XIX века, однако чаще всего европейцы принимали их за альмей и под этим названием они фигурируют на картинах. Танец живота упоминается в связи с гавази с 1860-х годов. Со второй половины XIX века дошло большое количество фотографий гавази, сделанных европейцами.
Существовало небольшое количество молодых мужчин-исполнителей под названием «хавали» (кhawals). Среди хавалей были египтяне, которые изображали гавази, переодеваясь в женскую одежду, и их танец. Связано это было с убеждением, что в танцах гавази нет ничего непристойного, за исключением того, что женщине не подобает появляться перед мужчинами с открытым лицом. Юноши или мальчики, во всём походящие на хавалей (одеждой, манерой держаться, внешностью) и танцующие танцы гавази, назывались «гинк». Они принадлежали к этническим меньшинствам Египта и подчёркивали наиболее эротические элементы танца. Часть гавази не принадлежала к цыганам, но называлась так из-за специфических танцев, которыми зарабатывали на жизнь.
По ряду причин: усиление исламского фундаментализма, сложная экономическая ситуация, которая не позволяет тратить крупные средства на традиционные праздники, сильное влияние западной культуры, в настоящее время традиции гавази исчезают. Различаются стили Верхнего и Нижнего Египта. Наиболее выдающиеся с художественной точки зрения танцовщицы принадлежат к этническим меньшинствам Науар, Халаб и Бахлаван, проживают в Верхнем Египте. Их танцы сопровождают барабаны и мизмар (инструмент, похожий на гобой и звучащий как труба). В настоящее время хорошо известна семья гавази Банат Мазин (Banat Mazin), принадлежащая к Науар, обосновавшаяся в Луксоре и получившая широкую известность танцами в 1960—70-е годы. Многие специалисты считают, что семья Мазин является единственной семьёй, практикующей подлинные танцы гавази, так как традиция их исполнения там никогда не прерывалась и не испытывала серьёзного внешнего влияния.

## Особенности танца
Гавази выступали на религиозных и других народных празднествах (при этом обычно разбивали палаточный лагерь), но чаще выступали в будние дни на улицах крупных городов перед собравшейся толпой. Во время торжественных семейных праздников их приглашали в богатые дома для увеселения приглашённых, но не допускали в дом и тем более в гарем. Гавази исполняли свои танцы во дворе или перед дверями дома. 
Гавази не закрывали лица на улицах. Их танцы были направлены на возбуждение чувственности у аудитории, часто они сопровождали своё выступление пением. Танцовщиц сопровождали музыканты с камангой (или с ребабом) и таром, либо с дарбукой и зуммарой (или с замром). Исполнительницей на таре чаще всего была старуха. Главная роль в семье и выступлении  перед публикой гавази отводилась женщине, мужчина обычно исполнял обязанности слуги, сводника, аккомпаниатора. 
Британский путешественник и востоковед Эдвард Уильям Лейн писал о костюмах гавази в первой трети XIX века:

«На улице гавази танцуют в одежде, какую обычно носят женщины среднего сословия у себя дома в гареме, то есть в йяляке или антари и шинтиян — все из красивых тканей… 

У некоторых костюм состоит из кисейного туба, надетого поверх рубашки, шинтиян и тархи из муслина или крепа. Все они носят массу украшений: бусы, ручные и ножные браслеты, цепочки из золотых монет вокруг головы и часто кольцо в носу; гавази обязательно красятся хной и кухлем».— Эдвард Уильям Лейн. Нравы и обычаи современных египтян. Глава 19. Уличные танцовщицы.
В костюмах Гавази прослеживается связь с народным турецким костюмом, связано это с тем, что Египет входил в состав Османской Империи с 1517 по 1805 год (а формально — до 1914 года).

## Галерея
- Фотография гавази, 1900—1901
- Фотография гавази, 1894
- Фотография гавази, 1880
- Фотография гавази, 1900